# Akanni Hislop
Akanni Hislop, né le 1er juin 1998, est un athlète trinidadien, spécialiste des épreuves de sprint.

## Biographie
Il remporte la médaille d'argent du relais 4 × 100 m aux Jeux panaméricains de 2019 et aux Jeux du Commonwealth de 2022 .

## Palmarès
| Date | Compétition                        | Lieu       | Résultat | Épreuve   | Temps                    |
| ---- | ---------------------------------- | ---------- | -------- | --------- | ------------------------ |
| 2017 | Championnats panaméricains juniors | Trujillo   | 3e       | 4 × 100 m | 39 s 90                  |
| 2019 | Jeux panaméricains                 | Lima       | 2e       | 4 × 100 m | 38 s 46                  |
| 2022 | Jeux du Commonwealth               | Birmingham | 2e       | 4 × 100 m | Participation aux séries |

## Records
| Épreuve    | Performance | Lieu           | Date         |
| ---------- | ----------- | -------------- | ------------ |
| 100 mètres | 10 s 16     | Port-d'Espagne | 25 juin 2022 |
| 200 mètres | 20 s 39     | Tampa          | 25 mai 2018  |